# Borje pri Mlinšah
Borje pri Mlinšah – wieś w Słowenii, w gminie Zagorje ob Savi. W 2018 roku liczyła 35 mieszkańców.